# Шрі Ауробіндо
Шрі Ауробіндо  (англ. Sri Aurobindo, (бенг. শ্রী অরবিন্দ — Шрі Ауробіндо, санскр. श्री अरविन्दः — Шрі Аравінда, англ. Sri Aurobindo, урожд. Ауробіндо Гхош (бенг. অরবিন্দ ঘোষ Ôrobindo Ghosh, санскр. अरविन्दो घोष, англ. Aurobindo Ghosh (Ghose), (1872–1950) — індійський філософ, поет, революціонер і організатор національно-визвольного руху Індії, націоналіст, йоґґґін, ґґґуру і основоположник Інтегральної йоґґґи.

## Шрі Ауробіндо

### Ранні роки
Шрі Ауробіндо народився в Калькутті 15 серпня 1872. З народження отримав англійське ім'я Акройд і разом з двома своїми братами виховувався в дусі англійської культури. У п'ять років почав відвідувати ірландську монастирську школу в Дарджилінзі Darjeeling. Двома роками пізніше (в 1879) був відправлений у Англію, де до двадцяти років завершив свою освіту в Королівському коледжі Кембриджа. Отримавши західну освіту і повернувшись до Індії (в 1893), Шрі Ауробіндо присвячує себе самостійному вивченню санскриту, сучасних індійських мов, філософських систем і древніх священних книг Індії — Упанішад, Бгаґавад-Ґіти, Рамаяни, Вед.
Протягом наступних 13 років Шрі Ауробіндо займає різні пости в адміністрації міста Барода (Baroda) (зараз Вадодара), викладає англійську та французьку літературу в місцевому університеті, а в 1906 році переїжджає в Калькутту, де стає ректором Національного коледжу. З перших днів перебування в Індії Шрі Ауробіндо невпинно стежить за політичною ситуацією в країні. Після спалаху заворушення проти поділу Бенгалії в 1905 році Шрі Ауробіндо відкрито приєднується до визвольного націоналістичного руху. Протягом восьми років (1902–1910) бере активну участь у політичному житті країни, що двічі приводить його до арештів з подальшим виправданням.

### Новий напрямок досвіду
Під час другого арешту та перебування у аліпорській в'язниці (1908–1909) Шрі Ауробіндо відчуває духовне осяяння, яке поклало початок нового етапу його життя. У 1910 році Шрі Ауробіндо йде з активного політичного та суспільного життя і зосереджує свої сили на духовній роботі. Цією роботою було дослідження планів свідомості, що лежать за межами звичайного людського розуму, і підготовка свідомої еволюційної зміни природи людини. Він переселяється в Пудучеррі, французьку колонію на півдні Індії, щоб почати інтенсивні заняття йогою.

### Реалізація
«Переживання — це слово, яке охоплює майже все, що відбувається у йозі, тільки коли щось міцно встановлюється, це вже не переживання, а частина сиддхи; наприклад, мир, коли він приходить і йде, є переживанням — коли він встановлюється і більше не йде, тоді це — сиддхи. Реалізація — інша річ: це коли щось, до чого ви прагнете, стає реальним для вас, наприклад, ви маєте ідею про Божество в усьому, але це — тільки ідея, коли ж ви відчуваєте і бачите Божество в усьому, це стає реалізацією». (Листи про Йогу, т.2).

#### Символ Шрі Ауробіндо
Символ Шрі Ауробіндо складено двома трикутниками, один з яких звернений вершиною вниз і символізує Сат-Чит-Ананду (абсолютне буття, всеохопну свідомість-силу-волю і чисте безпримісне блаженство буття), інший, звернений вершиною вгору, Манас-Прана-Аннам (розум, життя і матерія), які є фундаментом для реалізації Сат-Чит-Ананди і усвідомлення єдності цих начал. Їх перетин — квадрат в центрі — є чистою ідеєю, яка сприймає Себе в порядку і розташуванні всеосяжної єдності у множині — все суще в єдності, і кожен об'єкт у належному місці, час і обставини (що об'єднує обидві ідеї — і єдність, і множинність). Сім цих начал є сімома ріками чи водами Пракріті, що згадуються у Ведах (симеричність Природи). Квітка Лотоса, розташована в квадраті, — уособлення Аватара Божественного; вода символізує різноманіття творіння.

### Основні дати
1872 — 15 серпня день народження Шрі Ауробіндо. 

1884 — Переїзд до Англії.

1893 — Повернення до Індії. 

1900 — Початок націонал-визвольної революційної діяльності. 

1904 — Звернення до йоги, щоб використовувати духовну силу для здійснення політичних ідей. 

1908 — Зустріч з Вішну Бхаскаром Леле. Перше фундаментальне духовне переживання — переживання безмовного Брахмана (Нірвани). 

1908 — Арешт у Справі про «Банде Матарам». 

1909 — Виправдання та звільнення з аліпорской в'язниці. 

1910 — Переїзд в Пондічеррі. 

1914 — 29 березня. Перша зустріч Шрі Ауробіндо і Матері: Мірра і Поль Рішар приїхали в Пондічеррі. 

1914 — 15 серпня. Перший випуск «Арьи». 

1921 — 15 січня. Останній випуск «Арьи». 

1922 — Мати бере на себе обов'язки з управління будинком Шрі Ауробіндо. 

1926 — 24 листопада. Четверта фундаментальна реалізація. Сходження Крішни, Божества Надразума, у фізичне. 

1928 — 15 лютого. Зустріч з Рабіндранатом Тагором. 

1934 — У Ашрамі Шрі Ауробіндо — 150 учнів. 

1942 — У Ашрамі Шрі Ауробіндо — 350 учнів. 

1943 — 2 грудня. Відкриття школи в Ашрамі, яка пізніше стане Міжнародним центром освіти. 

1947 — 15 серпня. Звільнення Індії. Послання Шрі Ауробіндо по Всеіндійському радіо. 

1950 — Медаль «За мир і культуру Азійського суспільства». 

1950 — 5 грудня, 1:26. Махасамадхі.

## Мірра Альфасса
Після відходу з життя Шрі Ауробіндо в 1950 році його роботу продовжила його сподвижниця Мірра Альфасса (1878–1973), відома також як Мати (La Mère (франц .), The Mother (англ .)).
Мірра Альфасса (згодом Мірра Рішар, а після утворення Ашрама — Мати) народилася в Парижі 21 лютого 1878 року. Як і Шрі Ауробіндо вона володіла потужними духовними здібностями і задовго до зустрічі з ним мала декілька сильних психічних переживань, які поклали початок її індивідуальної трансформації. 29 березня 1914 року вона зустрічається зі Шрі Ауробіндо і вирішує приїхати в Пондічеррі, для того, щоб присвятити своє життя спільній духовній роботі. Протягом семи років (1914–1921) Шрі Ауробіндо і Мати разом готують і випускають журнал «Арья». У 1922 році Мати бере на себе обов'язки з управління будинком Шрі Ауробіндо, а 1926 році, коли Шрі Ауробіндо пішов у повне усамітнення, Мати взяла на себе всі турботи, пов'язані з діяльністю Ашрама.
Шрі Ауробіндо писав: «Свідомість Матері і моя свідомість — це одне й те саме». Символічним є те, що в результаті цієї зустрічі Шрі Ауробіндо і Матері був досягнутий живий синтез між Сходом і Заходом, який є однією з цілей навчання Шрі Ауробіндо.
У 1968 році Мірра Альфасса відкрила місто Ауровіль, що було збудоване за принципами вчення Шрі Ауробіндо. У цей час (2011 рік) у місті проживає близько 2000 жителів.

## Шрі Ауробіндо в Індійській філософії

### Внесок вВеданту
У своїй концепції «інтегральної веданти» Шрі Ауробіндо прагнув до синтезу традицій індійської та європейської думки. Це виразилося в його полеміці з двома полярними позиціями — філософією «аскетичного» спіритуалізму адвайта Веданти і матеріалізмом західної філософії. Шрі Ауробіндо працював над створенням нової інтегральної філософії, яка увібрала б у себе найкраще від першої й другої, позбувшись при цьому від їхніх слабких сторін. В основі цієї нової філософії повинен бути принцип, з якого можна було б вивести все якісне різноманіття світу. Ця філософія мусить показати зв'язок Духа і Матерії, не намагаючись заперечувати реальність обох, і при цьому вона повинна бути позбавлена дуалізму при поясненні всесвіту. Вона повинна пояснити поступальний процес світової еволюції, її закони, місце і призначення людини в цьому процесі.
 Вирішення проблеми дуалізму в поясненні Всесвіту
- Полемізуючи з теорією Аді Шанкар, Шрі Ауробіндо відзначає, що адвайта Веданта не змогла добитися головної мети своєї філософії — дати моністичне розуміння світу («адвайта» — «недвоякість»). Неминуче прагнучи подолати відрив сутності від явища, адвайта змушена була визнати наявність двох сутностей: вічного, реально існуючого Брахмана (Абсолют), і ілюзорну, що творить всесвіт, майя.
- Долаючи дуалізм адвайта Веданти (Брахман — майя), Шрі Ауробіндо наділяє майю реальною силою. Це сила Брахмана, яка робить можливим Його самовиявлення, самообмеження і самопоглинання, які проявляються на різних етапах створення всесвіту.
- Він долає характерний для філософії адвайта метафізичний відрив явища від сутності у формі вчення про збіг протилежностей в Абсолюті: визначеного та невизначеного, єдиного і множинного, нерухомого і мінливого, безформного і такого, що має форму, без'якісного і якісного, скінченного і нескінченного буття. Він посилається на ідеї Геракліта, а також «Іша-Упанішади» і «Бхагавад Гіти». Такий збіг протилежностей робить нову філософію Шрі Ауробіндо вільною від протиставлення сутності та явища при поясненні світу.
- Синтез ідеалізму і матеріалізму в філософії Шрі Ауробіндо дає збіг духовного і матеріального начал в Абсолюті. Однак духовне начало виявляється все-таки «сильнішим», бо воно здатне до самостійного існування, в той час як матеріальне може існувати лише як протилежність духовному як його прояв.

Рішення проблеми єдності і різноманіття
- Шрі Ауробіндо критикує ідею майа вада адвайта Веданти, і вирішує проблему зв'язку між невимовним єдиним Брахманом і світом множинності, поміщаючи між ними перехідну іпостась — Надрозум. Надрозум у філософії Шрі Ауробіндо — це активний принцип, це Єдиний Розум, в якому наші індивідуальні свідомості і тіла постають як маніфестація множинності — являють безліч маленьких частинок.

Нове розуміння Еволюції
- Одним з найвидатніших нововведень, зроблених Шрі Ауробіндо у філософську думку Веданти, є новий виклад концепції космічної і людської еволюції. Філософія Санхьі виклала свою теорію еволюції декількома століттями раніше, однак Ауробіндо відкинув матеріалістичні уявлення про еволюцію у філософії Санхьі і Дарвіна і розвинув концепцію інтегральної еволюції духу і матерії, засновану на сходженні Божественної сили в Матерію і подальшої трансформації Матерії.
- Відповідно до еволюційної теорії Шрі Ауробіндо людство як форма існування не є кінцевим пунктом еволюційної ієрархії, але, за допомогою інтеграції з Божественним, може бути залучене до подальшого духовного існування, яке долає наявні матеріальні обмеження, що виходить за межі невідання до стану Супраментально існування. Цей стан, згідно з Шрі Ауробіндо, стане Божественним життям на Землі, яке буде супроводжувати знання, істина, а також субстанція і енергія Супраментальної свідомості.

### Основні положенняІнтегральною йоги
Інтегральна йога як шлях трансформації свідомості
Духовний досвід Шрі Ауробіндо синтезований в його багатогранній філософській системі Інтегральною йоги, метою якої є не тільки звільнення людської свідомості, але також глибока трансформація самої природи людини.
Шрі Ауробіндо почав свою практику йоги в 1904 році. Зібравши основні елементи духовного досвіду, отримані різними шляхами, він продовжив пошук більш інтегрального шляху, що об'єднує і гармонізує два полюси існування — Дух і Матерію. Більшість традиційних систем йоги пропонують шлях реалізації Духовного існування через відхід від матеріальної фізичного життя; сходження Шрі Ауробіндо до Духа має на меті трансформацію самої людської природи через привнесення світла і свідомості в Матерію. Згідно з Інтегральною йогою, справжнє існування людини в матеріальному світі є життям у невігластві і несвідомості, але навіть у її темряві й незнанні існує присутність Божественного. Створений матеріальний світ — це не помилка, яку потрібно відкинути душею, спрямованою до небес або Нірвани, але найважливіший еволюційний рівень, що робить можливим подальший розвиток духу. Духовна робота в матеріальному світі є тим ключем, за допомогою якого має бути відкрито зростаюче Божественне Свідомість в Матерії.
Загальноприйнято сприймати людський розум як найвищий рівень, досягнутий на сучасному еволюційному етапі розвитку природи. Згідно з Інтегральною йогою, розум — це не кінцева точка розвитку свідомості. Існують плани свідомості вищі й нижчі за людський рівень — це супраментальний і субментальний плани. Проте людський розум не має з ними контакту і не може охопити всіх можливих діапазонів свідомості, точно так само, як людський зір не може охопити всі колірні відтінки, а людський слух — всі рівні звуку. Подальша еволюція людини полягає саме в тому, щоб стати свідомою істотою на всіх рівнях і планах існування. Реалізація цієї еволюції є головною метою йоги Шрі Ауробіндо.
Інтегральна йога підкреслює індивідуальність кожної людської свідомості і не обмежує ти, хто практикує її, яким-небудь певним набором правил для реалізації досвіду йоги, даючи лише основні напрямки та роз'яснюючи основні труднощі шляху. Йогічні устремління через роботу, медитацію, любов, відданість і відкритість Божественному свідомості, згідно з досвідом Шрі Ауробіндо, є рушійною силою для перетворення свідомості та трансформації людської природи.

### Вибрані праці
З 1914 рік а Шрі Ауробіндо починає публікацію своїх робіт у щомісячному філософському огляді «Арья» (1914–1921). Його літературна спадщина налічує 35 томів, серед яких світоглядні праці, листування з учнями, безліч віршів, п'єс і грандіозна епічна поема «Савітрі», яку він створював протягом останніх тридцяти п'яти років життя і яка стала дієвим втіленням його багатогранного духовного досвіду.

## Основні філософські праці Шрі Ауробіндо
- Синтез йоги. М.: Алетейя, 1992 — ISBN 5-88596-003-8. М.: Академічний проект, 2010. — ISBN 978-5-8291-1245-7.
- Савітрі. Видавництво: Видавництво Чернишова, 1993. ISBN 5-85555-012-5
- Основи Індійської Культури. Видавництво: Адіті, 1998. ISBN 5-7938-0007-7
- Людський Цикл[недоступне посилання з травня 2019]. Видавництво: Роза Миру, 1999.
- Есе про Гіту. Одкровення стародавньої мудрості. Веди, Упанішади, Бхагавадгита. Видавництво: Адіті, 2001. ISBN 5-7938-0020-4
- Поезія майбутнього. Упанішади. Видавництво: Адіті, 2002. Собр. соч., том 5. ISBN 5-7938-0013-1
- Життя Божественне.
- Таємниця Веди. Видавництво: Адіті, 2004. ISBN 5-7938-0034-4
- Листи про Йогу, Том 1,2.. Видавництво: Амріта-Русь, 2004, 2005. ISBN 5-94355-090-9, ISBN 5-94355-303-7